# Gynoplistia moma
Gynoplistia moma là một loài ruồi trong họ Limoniidae. Chúng phân bố ở miền Australasia.